# Verband Österreichischer FilmschauspielerInnen
Der Verband Österreichischer FilmschauspielerInnen (VÖFS) mit Sitz in Wien wurde 1994 (als Verband Österreichischer Filmschauspieler) auf Initiative von Miguel Herz-Kestranek gegründet und versteht sich als Interessenvertretung gegenüber Produzenten, Sendern, Politik und Öffentlichkeit.
Der VÖFS ist als Verein organisiert und politisch unabhängig. Der Vorstand arbeitet ehrenamtlich. Er ist die einzige berufsspezifische Interessenvertretung für Filmschauspieler in Österreich und arbeitet an der Verbesserung der arbeitsrechtlichen Rahmenbedingungen für Filmschauspieler und an der Durchsetzung verlässlicher sozialer Standards.
Der Verband ist für Mitglieder das Forum, in dem berufsspezifische Fragen aufgeworfen, diskutiert und geklärt werden können und trägt diese in die zuständigen Gremien – wie zum Beispiel Arbeitsmarktservice, Team 4, Verwertungsgesellschaft und Sozialversicherungsträger.
Der VÖFS bietet Serviceleistungen wie Castings an und setzt diverse Initiativen. Er entsendet Vertreter in wichtige Gremien wie den Künstlersozialversicherungsfonds und ist mit Sitz und Stimme Mitglied des Dachverbandes der Österreichischen Filmschaffenden. Er ist in der Gewerkschaft Younion vertreten sowie Mitglied im Dachverband.
Im Vorstand befinden sich Schauspieler und Schauspielerinnen, die im Auftrag des Verbandes in diverse Gremien entsendet werden. Ehrenpräsident ist Miguel Herz-Kestranek.